# قناة البحر الأبيض إلى بحر البلطيق

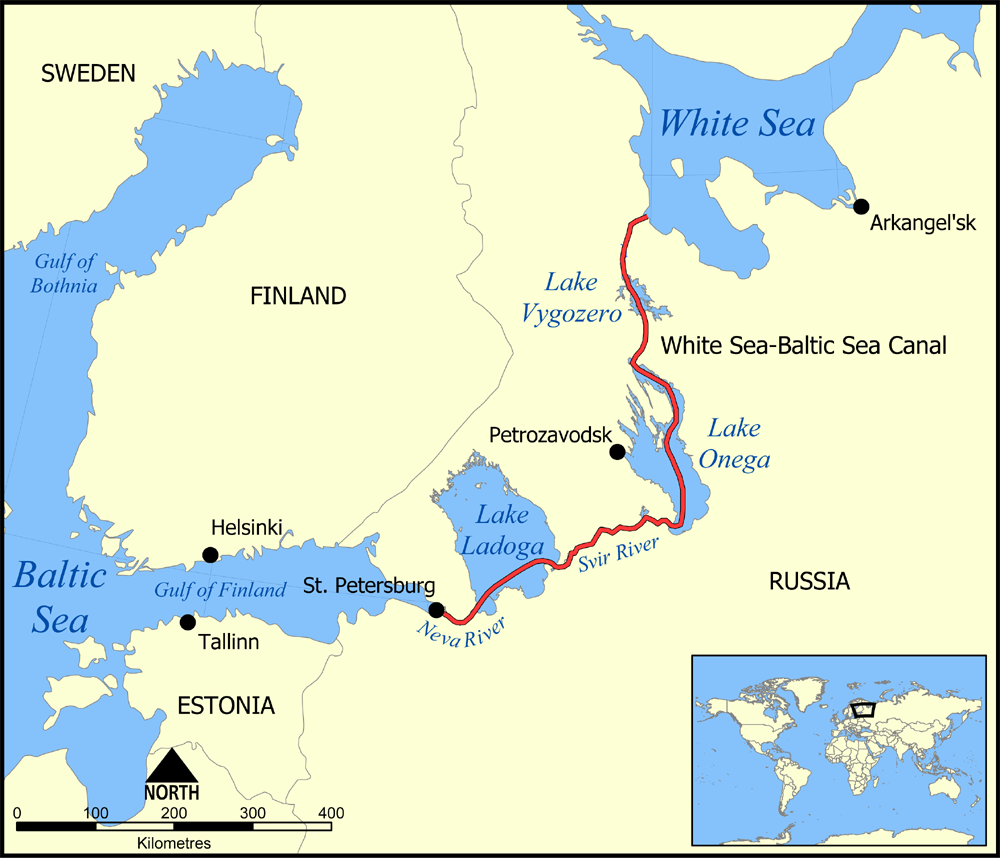
خريطة البحر الأبيض - ممر البلطيق المائي، بما في ذلك نهرا نيفا (Neva) وسفير (Svir) والقناة

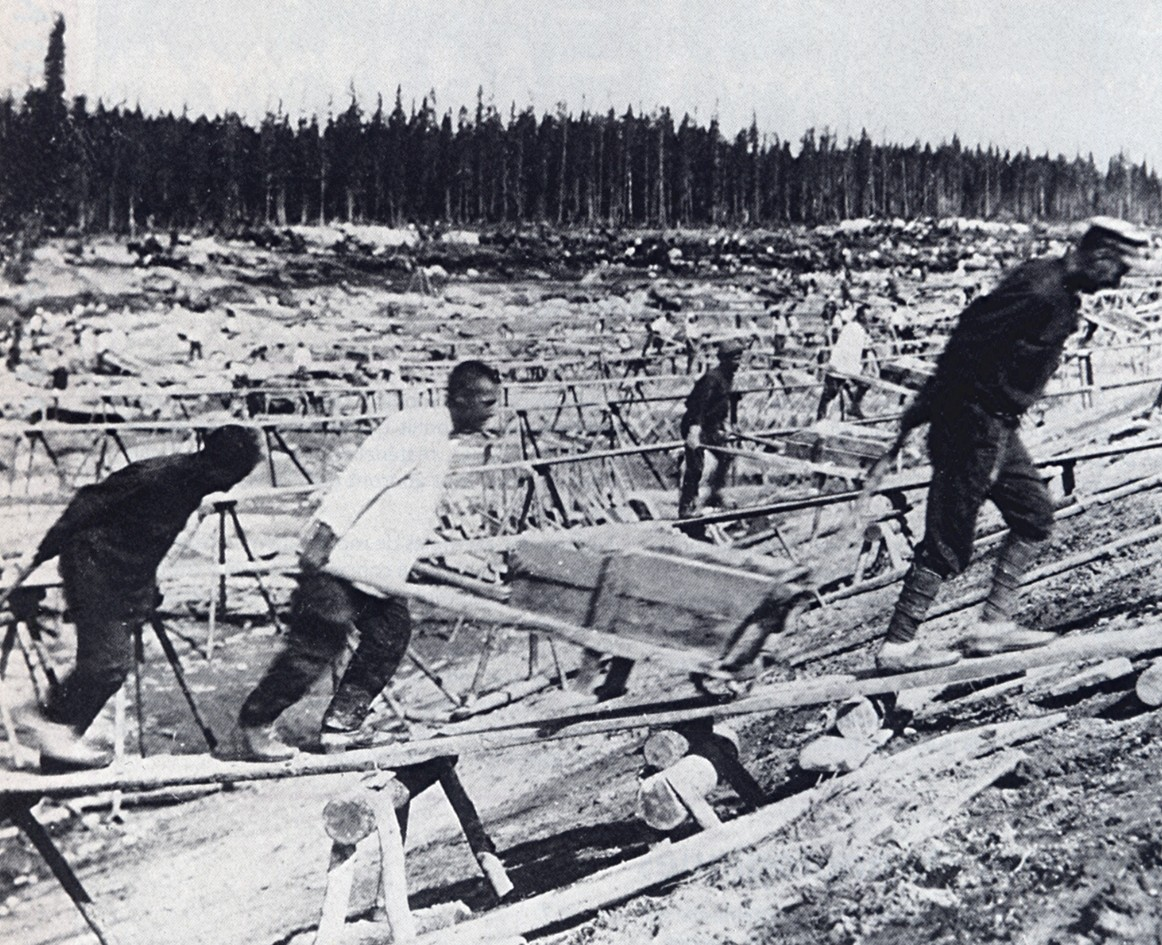
المدانون في العمل، 1932

قناة البحر الأبيض إلى بحر البلطيق أو قناة البحر الأبيض أو قناة بيلومور (بالروسية:Беломо́рско–Балти́йский кана́л) والتي غالبًا ما يتم اختصار اسمها إلى قناة البحر الأبيض هي قناة ملاحية لعبور السفن في روسيا تم افتتاحها في 2 أغسطس عام 1933. وهي تربط بين البحر الأبيض وبين بحيرة أونيجا والتي تتصل بعد ذلك ببحر البلطيق. وحتى عام 1961 كان اسمها قناة بحر ستالين الأبيض إلى بحر البلطيق. وقد تم إنشاء القناة من خلال العمالة القسرية (السخرة) لسجناء الغولاغ، وأثناء إنشائها توفي حوالي 100 ألف شخص (رغم أنه تم التصريح بتقديرات مختلفة). وتمر القناة بشكل جزئي عبر العديد من الأنهار المربوطة بقنوات وبحيرة فيغوزيرو. وإجمالي طول المسار هو 227 كيلومتر (141 ميل). وحسب تقديرات عام 2008 فإن القناة لا تشهد إلا حركة مرور خفيفة، حيث إنها تحمل ما بين عشرة قوارب إلى أربعين قاربًا في اليوم. وتعتبر امتيازاتها الاقتصادية محدودة بسبب عمقها الضئيل الذي يصل إلى 3.5 أمتار (11.5 قدم)، [بحاجة لمصدر] وهو ما يعد غير كافٍ لمعظم السفن التي تجوب البحار.

## الممر المائي
إجمالي طول الممر المائي هو 227 كيلومتر (141 ميل)، حيث تم عمل 48 كيلومتر (30 ميل) منها بشكل بشري. والتدفقات الحالية تتجه من بحيرة أونيجا إلى البحر الأبيض، ويتم وضع كل علامات الملاحة حسب ذلك.

### مسار القناة
تبدأ القناة بالقرب من مستوطنة بوفنتس في خليج بوفنتس في بحيرة أونيجا. وبعد بوفنتس مباشرة، توجد سبعة أهوسة قريبة من بعضها البعض تكون «درج بوفنتس». وهذه الأهوسة هي المنحدر الجنوبي للقناة. وبركة قمة القناة طولها 22 كيلومتر (14 ميل) بين الهويسين السابع والثامن. والمنحدر الشمالي يحتوي على إثني عشر هويسًا مرقمة من 8 إلى 19. ويسير مسار المنحدر الشمالي عبر خمس بحيرات كبيرة، وهي بحيرة ماتكوزيرو بين الهويسين الثامن والتاسع، وبحيرة فيغوزيرو بين الهويسين التاسع والعاشر، وبحيرة بالاغوركا بين الهويسين العاشر والحادي عشر، وبحيرة فويتسكوي بين الهويسين الحادي عشر والثاني عشر وبحيرة ماتكوجنيا بين الهويسين الثالث عشر والرابع عشر. وتصب القناة في خليج سوروكا في البحر الأبيض في بيلومورسك. وتقع مستوطنات بوفنتس وسيغيجا ونادفويتسي وسوسنوفتس وبيلومورسك على طول القناة.

### ظروف الإبحار
الحد الأدنى لأبعاد الهويس هي العرض 14.3-متر (47 قدم) في الطول 135-متر (443 قدم). والقناة التي يمكن الملاحة فيها عرضها 36-متر (118 قدم) وعمقها 3.5-متر (11 قدم)، مع نصف قطر انحناء 500 متر (1,600 قدم). وتقتصر السرعة على 8 كيلومتر في الساعة (4.3 عقدة) في كل الأجزاء التي تم عملها على يد البشر. في حالة ضعف الرؤية (التي يتم تعريفها على أنها أقل من كيلومتر واحد)، يتم إيقاف الملاحة.
لأسباب متعلقة بالملاحة من عام 2008 وحتى عام 2010، تمت جدولة الأهوسة للعمل من 20 مايو كل عام وحتى 15 / 30 أكتوبر، مما يوفر 148 إلى 163 يومًا للملاحة كل عام.

## استخدام القناة
وصلت سعة الشحن الطنية التي يمكن نقلها عبر القناة خلال عام 1985 بمقدار 7.3 ملايين طن. بقت سعات الشحن مرتفعة خلال السنوات الخمسة التالية بعد ذلك حتى عام 1990، ثم انخفضت بعد ذلك. وفي بدايات القرن الحادي والعشرين، بدأت تلك المقادير في الارتفاع بشكل تدريجي، إلا أنها بقت منخفضة مقارنة بالذروة التي وصلت إليها في عام 1985، حيث وصلت إلى 283400 طن في عام 2001 و314600 طن في عام 2002.
وخلال موسم الشحن في عام 2007، وصل مقدار الشحن في القناة إلى 400000 طن. وقد سافر 2500 راكب عبر القناة كذلك. يتم تشغيل القناة من خلال الوكالة التي اسمها إدارة الشحن والممرات في البحر الأبيض وبحيرة أونيجا (White Sea and Lake Onega Waterways and Shipping Administration)
(Беломорско-Онежское государственное бассейновое управление водных путей и судоходства)، وهي المسئولة كذلك عن الشحن في بحيرة أونيجا وفي منطقة ميناء بيلومورسك (ولكن ليس عبر البحر الأبيض فعليًا). وكما يبدو، فإن القناة تعد جزءًا صغيرًا من أعمال الوكالة، بالمقارنة بغيرها، ففي عام 2007 ذاته، كان إجمالي مقدار الشحنات للوكالة 4.6 ملايين طن، وعدد الركاب 155000 راكب.
وحسب الإحصاءات الرسمية، فإن ما إجماليه من الشحنات التي مقدارها 193 مليون طن تم نقلها عبر القناة على مدار أول 75 عامًا من عملها (من 1938 إلى 2008).
وتتيح القناة نقل العناصر الثقيلة والضخمة من المراكز الصناعية في روسيا إلى البحر الأبيض، ثم إلى عبر السفن التي تجوب البحر إلى المواني الشمالية في سيبيريا. على سبيل المثال، في صيف عام 2007، تم تسليم جهاز كبير لحقل بترول فانكور (Vankor) التابع لشركة روزنيفت (Rosneft) في سيبيريا من خلال Amur-1516 من دزيروهينسك (Dzerzhinsk) على نهر أوكا (Oka)، من خلال الممر المائي بين فولجا وبحر البلطيق وقناة البحر الأبيض إلى أرخانجيلسك (Arkhangelsk)، ثم تم نقلها من هناك عبر السفينة سفينة الشحن القطبية الشمالية من الفئة SA-15 كابيتان دانيلكين (Kapitan Danilkin) إلى دودينكا (Dudinka) عبر نهر ينيساي (Yenisei). وفي عام 2011، تم شحن المعدات الثقيلة الخاصة محطة الطاقة المائية بـ سايانو-شوسينسيكايا من سانت بطرسبرغ عبر القناة والبحور القطبية الشمالية ونهر ينيساي.
ويشتمل نظام القناة على خمس محطات لتوليد الطاقة الهيدروكهربائية، حيث إن قدرة الإنتاج الإجمالية تصل إلى 240 ميجا وات.

### شحن منتجات النفط
شهدت القناة شحن منتجات النفط من مصافي النفط على نهر فولغا للمستهلكين في مورمانسك أوبلاست، أو في الدول الأخرى. وقد كانت شركة فولغوتانكر (Volgotanker) الروسية والتي تمتلك أسطولاً مناسب الحجم من ناقلات البترول وحاملات النفط الخام الضخمة هي الرائدة في هذا الطريق، بدءًا من أغسطس عام 1970، عندما قامت الناقلة نفط رودوفوز 3 بتسليم شحنة نفط وقود إلى منفذ البحر الأبيض في كاندالاكشا.
وبعد توقف دام لعدة سنوات، عادت فولغوتانكر لإستخدام مسار القناة في عام 2003. وقد كانت هناك خطط للشركة لنقل 800 ألف طن من نفط الوقود عبر القناة أثناء 2003، وزيادة المقدار إلى 1,500,000 طن في عام 2004. وكان الوقود يتم نقله من خلال الناقلات في نهر فولغوتانكر إلى الناقلات اللاتفية العابرة في محطة النقل العائمة بالقرب من جزيرة أوسينكي في خليج أونيغا في البحر الأبيض على مسافة 36 كيلومتر (22 ميل) إلى الشمال الشرقي من منفذ أونيجا.
وقد بدأت عمليات النقل في الرابع والعشرين من يونيو عام 2003. إلا أنه في الأول من سبتمبر 2003، حدث تصادم أثناء بطء السرعة بين الناقلة نفترودوفوز 57M (Nefterudovoz-57M) التابعة لشركة فولجوتانكر والسفينة اللاتفية زوجا 1 (Zoja-I) أثناء عملية نقل مما أدى إلى حدوث شرخ في جسد السفينة نفترودوفوز، وقد نجم عن ذلك حدوث تسرب في النفط. وقد تم تقديم تقديرات متنوعة لنطاق التسرب، وأشار آخر تقدير إلى أن التسرب بمقدار 45 طنًا، تمت استعادة تسعة أطنان منها فقط. وقد أدى فشل شركة فولجوتانكر المزعوم في احتواء الانسكاب، أو التعاون مع السلطات المختصة في الوقت المناسب، إلى إيقاف سلطات أوبلاست أرخانغلسك لعملية نقل النفط، في لحظة لم يكن قد تم نقل إلا 220,000 طن فقط. وقد تم تغريم الشركة، ولم يتم منحها ترخيص بإجراء عمليات النقل في المستقبل.

## تاريخ إنشاء القناة
قدم السوفييت القناة على أنها مثال لنجاح خطة السنوات الخمس الأولى. وقد تم إكمالها قبل موعدها بأربعة أشهر. وقد تم إتمام إنشاء القناة بأكملها في عشرين شهرًا، بين 1931 و1933، تقريبًا من خلال العمالة اليدوية بشكل كامل.
وقد كانت القناة بمثابة أول مشروع ضخم يتم إنشاؤه في الاتحاد السوفيتي باستخدام العمالة القسرية. BBLAG، إدارة معسكرات BBK، قامت بتوفير احتياجات الإنشاءات، حيث قامت بتوفير قوة عمل تقدر بـ 100 ألف مدان،  على حساب خسائر ضخمة. ولم يكن يتم الإعلان عن مشروعات معسكر العمالة في السجن بشكل عام، إلا أن العمل في قناة بيلومر (Belomor) كان استثناءً لذلك، حيث إنه كان يعتقد أن المدانين لا يقومون فقط بإنشاء القناة، ولكنهم يعيدون صياغة أنفسهم في إطار تلك العملية (المفهوم السوفيتي بيريكوفكا (perekovka)، أو إعادة الصياغة).

### التنظيم والإدارة
وقد تم توفير قوة العمل للقناة من خلال إدارة معسكر بيلبالتلاج (Belbaltlag) (إدارة معسكر العمل التصحيحي للبحر الأبيض والبلطيق، WSBC) في المديرية السياسية المشتركة للدولة الغولاغ.
- بي إف أليكساندروف (П. Ф. Александров)، نائب رئيس WSBC، في السادس عشر من يناير، 1932، وأصبح الرئيس من الثامن والعشرين من مارس، عام 1932، حتى على الأقل الخامس عشر من يناير 1933.[10]
- ماتفي بيرمان (Matvei Berman) رئيس الغولاغ خلال معظم الثلاثينيات من القرن العشرين، وكان فيرين (Firin) يعمل تحت إمرته مباشرة.[11]
- سيميون جريجوريفيش فيرين (Semyon Grigoryevich Firin) (ru:Фирин، Семён Григорьевич)، رئيس الإنشاءات، وذكر كذلك في عام 1933 على أنه رئيس WSBC[10][11]
- نافتالي فرينكل، رئيس الأعمال، السادس عشر من نوفمبر، 1931 حتى نهاية الإنشاءات.[10]
- لازار كوجان (Lazar Kogan)، رئيس إدارة إنشاءات BBK[10]
- ياكوف دافيدوفيتش رابوبورت (Yakov Davidovich Rappoport) (ru:Раппопорт، Яков Давидович، نائب رئيس إدارة الإنشاءات في BBK[10]
- إي آي سينكيفيتش (E.I. Senkevich) (Э. И. Сенкевич)، رئيس WSBC، السادس عشر من نوفمبر 1931 إلى السادس عشر من يناير 1932، كذلك مساعد رئيس إدارة الإنشاءات في BBK[10]

حصل جينريه ياجودا (Genrikh Yagoda)، نائب رئيس المديرية السياسية المشتركة للدولة، بالإضافة إلى بيرمان وفيرين وكوجان ورابوبورت على ميداليات بسبب إكمال القناة من خلال بوليتبرو (Politburo) في الخامس عشر من يوليو، عام 1933.

### ظروف العمل
ملصق إعلانات
وقد أظهر السوفييت المشروع على أنه دليل على فاعلية الغولاغ. وقد كانت ظرف العمل في معسكر BBK وحشية، حيث إنها كان من المفترض أن تساعد على «إعادة صياغة» «أعداء الطبقات» (السجناء السياسيين) من خلال «العمالة التصحيحية»، حيث لم يكن يتم إعطاء السجناء إلا أدوات يدوية بدائية لتنفيذ مشروع الإنشاءات الضخم. وقد وصلت نسبة الوفيات إلى حوالي 8.7%. كما أن عددًا أكبر من ذلك أصيب بالمرض والإعاقة.

### القناة والكتاب الروسيون
وربما أخفت زيارة معد لها بعناية في أغسطس من عام 1933 إلى قناة البحر الأبيض - بحر البلطيق أسوأ ما كان يحدث من أمور وحشية عن أعين مجموعة مكونة من 120 كاتبًا وفنانًا روسيًا، وهو ما أطلق عليهم اسم كتيبة الكتاب، بما في ذلك ماكسيم جوركي (Maxim Gorky) وآليكسي نيكولايفيتش تولستوي (Aleksey Nikolayevich Tolstoy) وفيكتور شاكلوفيسكي (Viktor Shklovsky) وميخائيل زوشينكو (Mikhail Zoshchenko)، والذين قاموا بعمل أحد الأعمال الفنية لمدح المشروع، وهو قناة ستالين بين البحر الأبيض - بحر البلطيق ((بالروسية: Беломорско-Балтийский канал имени Сталина)‏) المكون من 600 صفحة، والذي نشر في نهاية عام 1934. ومع ذلك، يجب ملاحظة أن شكلوفيسكي زار قناة بيلمور بمفرده ولم يسافر مع المجموعة التي تم تنظيمها من قبل ماكسيم جوركي. وبنفس الطريقة، لم يسافر جوركي مع الكتيبة، لكنه قام بتنظيم الرحلة. وقد قام جوركي من قبل بزيارة جزر سولوفتيسكي (Solovetski) معسكر الاعتقال في عام 1929 وكتب عنه في الصحيفة السوفيتية Our Accomplishments (إنجازاتنا).
وبالإضافة إلى ذلك، فإنه من المشكوك فيه أن كل الكتاب المشاركين في المشروع لم يكونوا على دراية بالوحشية أو ظروف الحياة الفعلية في المعسكر. وفي الواقع، كان أحد المشاركين، وهو سيرجي أليموف (Sergei Alymov)، سجينًا في معسكر بيلمور، وكان محررًا لصحيفة المعسكر بيريكوفكا («إعادة الصياغة»). وبنفس الطريقة، فإن رواية آليكساندر آفدينكو (Aleksandr Avdeenko) للرحلة إلى بيلمور تشتمل على حوارات بين رئيس OGPU سيميون فيرين والأمير ميرسكي تكشف أنه على الأقل كان هناك بعض الكتاب الذين كانوا على دراية بالطبيعة الحقيقية لبيلمور.

## إحياء الذكرى

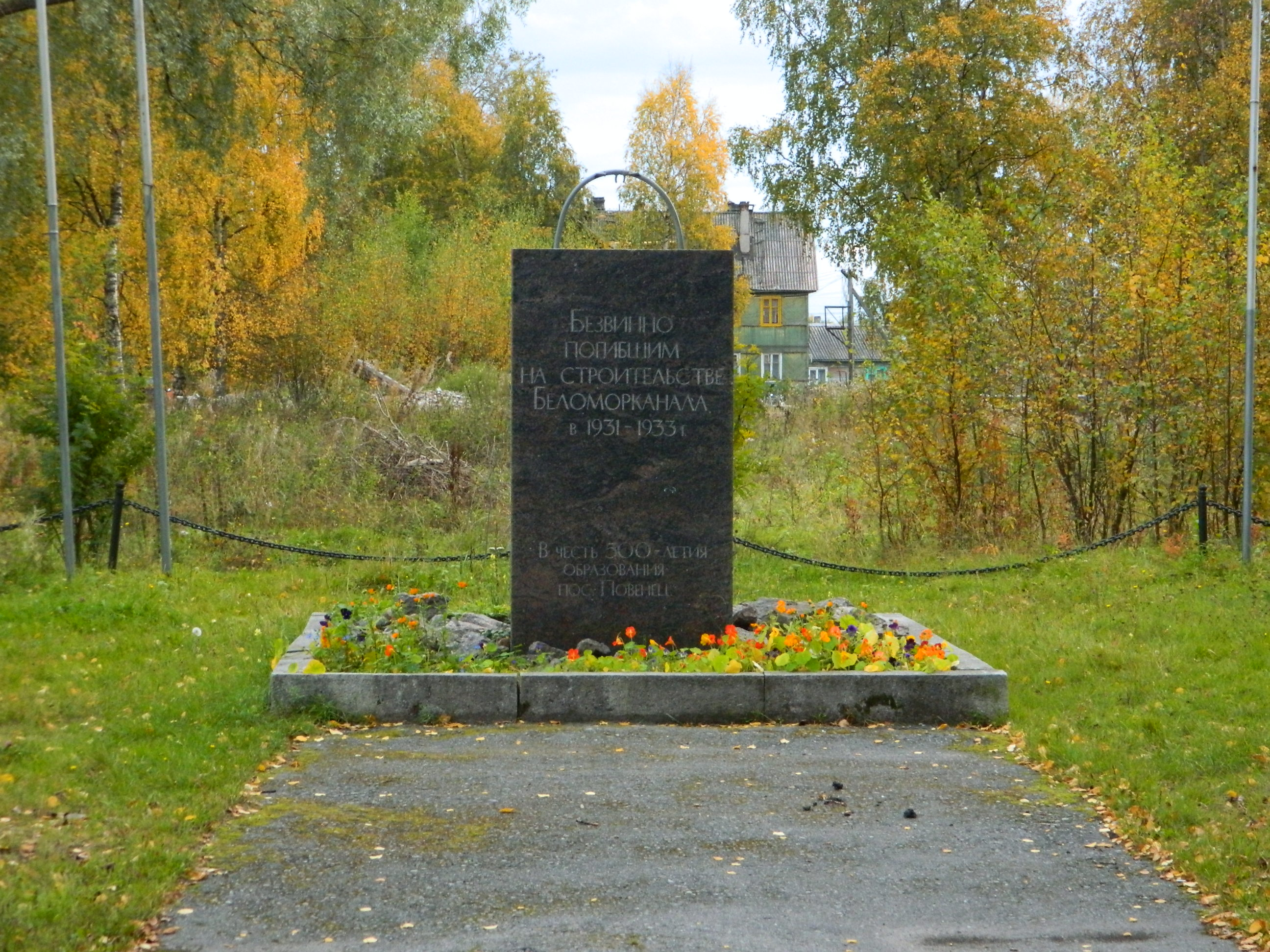
نصب تذكاري للمدانين الذين لقوا حتفهم أثناء بناء قناة البحر الأبيض

تم إحياء ذكرى القناة من خلال العلامة التجارية للسجائر السوفيتية بيلوموركانال. وقد تم إنشاء نصب تذكاري للسجناء الذين قضوا نحبهم أثناء أعمال الإنشاءات في بوفينيتس، وتم إنشاء نصب تذكاري أصغر في بيلموروسك بالقرب من مدخل القناة في البحر الأبيض. كما تمت كتابة مسرحية كوميدية حول القناة على يد نيكولاي بوجودين (Nikolay Pogodin).
كما تم إحياء ذكرى القناة كذلك من خلال اللغة الروسية، بالكلمات "zeka" و«zek وz/k» التي تعني «السجين». في البداية، كان الاختصار يشير إلى заключённый каналоармеец، أي بشكل حرفي، «رجل مسجون يشارك في جيش القناة». وكان غالبًا ما تتم كتابة هذا الاختصار بالشكل з/к في الصحف الورقية، وكان ينطق зэка́ ((بالروسية: zɨˈka)‏
)، والذي تحول بشكل تدريجي إلى зэк، ثم إلى зек (وكلاهما ينطق (بالروسية: ˈzɛk)‏
).

## وصلات خارجية
- White Sea Canal
- Photos and some info from Open Society Archives
- Chapter from Economics of Forced Labor: The Soviet Gulag
- Les eaux glacées du Belomorkanal on Anne Brunswic's website, in French.